# Ana Polvorosa
Ana María Ruiz Polvorosa (Getafe, 14 dicembre 1987) è un'attrice spagnola.

## Biografia
Ha partecipato a diverse serie televisive sebbene il suo ruolo più importante sia stato quello di Lorena in Aída. In precedenza aveva avuto ruoli secondari fissi in Raquel en busca de su sitio, con Leonor Watling, Nancho Novo e Cayetana Guillén Cuervo. Nel cinema ha partecipato a Scuola di seduzione di Javier Balaguer, è stata una dei protagonisti di Atasco en la nacional (2007) di Josetxo San Mateo. Nel 2008 ha partecipato al film Grosse bugie nel ruolo di Marina, per il quale ha ricevuto il LesGai Interpretation Award al LesGaiCineMad. Da novembre 2012 a febbraio 2013 ha interpretato Claudia de los Arcos nella serie Fenomeni su Antena 3.
Nel giugno 2015 Ana Polvorosa ha firmato per la quarta stagione di Per sempre, serie di Antena 3, trasmessa a settembre, in cui interpreta il ruolo della parrucchiera Loli Real. Il 18 luglio 2016 inizia a girare Le ragazze del centralino, serie Netflix prodotta da Bambú Producciones lanciata sulla piattaforma alla fine di aprile 2017. Nel 2020 è stata confermata la sua partecipazione alla serie La Fortuna, diretta da Alejandro Amenábar e trasmessa nel 2021 da Movistar+.

## Filmografia

### Cinema
- Mi gran noche, regia di Álex de la Iglesia (2015)
- Pieles, regia di Eduardo Casanova (2017)

### Televisione
- Le ragazze del centralino (Las chicas del cable) – serie TV (2017-2020)
- La Fortuna, regia di Alejandro Amenábar – miniserie TV (2021)
- Ultima notte a Tremor  (La última noche en Tremor) -  regia di Oriol Paulo -- miniserie TV (2024)